# Churro
Churro, đôi khi được gọi là bánh rán Tây Ban Nha, là một loại thức ăn vặt dạng bánh ngọt chiên, gần giống với bánh choux. Churro phổ biến ở Tây Ban Nha, Pháp, Philippines, Bồ Đào Nha, Mĩ Latinh (bao gồm cả đảo Caribe nói tiếng Tây Ban Nha) và Mỹ. Có hai loại churro ở Tây Ban Nha, một là mỏng (và đôi khi thắt nút) và một là dài và dày (porra). Cả hai đều thường được ăn vào bữa ăn sáng nhúng trong sô-cô-la nóng hay café con leche.

## Lịch sử
Lịch sử được phân chia một cách chính xác rằng churro đã tồn tại như thế nào. Một giả thuyết là chúng được đưa đến châu Âu bởi người Bồ Đào Nha. Người Bồ Đào Nha đã đi tàu từ phương Đông, và khi họ trở về từ Trung Quốc vào triều đại nhà Minh đến Bồ Đào Nha, họ mang theo những kỹ thuật ẩm thực mới, bao gồm cả việc điều chỉnh bột bởi You tiao cũng được biết đến là Youzagwei ở miền Nam Trung Quốc, cho Bồ Đào Nha. Tuy nhiên, họ sửa đổi nó bằng cách giới thiệu một thiết kế hình ngôi sao vì họ không học hỏi kỹ năng "kéo" bột của Trung Quốc (chia sẻ kiến thức với người nước ngoài là trọng phạm với Hoàng đế Trung Hoa). Kết quả là churro không bị "kéo" nhưng thay vào đó được ép qua một khuôn hình ngôi sao.
Một giả thuyết khác là churro đã được làm bởi những người chăn cừu Tây Ban Nha, để thay thế cho bánh mì tươi. Bột nhão churro dễ làm và rán với lửa ở vùng núi, nơi những người chăn cừu dành phần lớn thời gian ở đó.

## Chuẩn bị
Churro thường được chiên cho đến khi chúng trở nên giòn, và có thể được rưới đường. Bề mặt của một churro có nếp gấp do đã được trang trí bởi churrera, một ống bơm với vòi phun hình ngôi sao. Churro thường có dạng hình trụ, và có thể thẳng, cong hoặc xoắn.
Giống như pretzel, churro thường được bán bởi người bán hàng ven đường, họ thường chiên ngay tại quầy và bán lúc chúng còn nóng hổi. Tại Tây Ban Nha và hầu hết châu Mỹ La tinh, churro luôn có trong các quán cà phê cho bữa sáng, mặc dù họ có thể ăn cả ngày như một món ăn vặt. Churrerías đặc biệt có thể được tìm thấy trong các cửa hàng hoặc xe bán trong kì nghỉ lễ. Ngoài ra, các nước như Venezuela và Colombia có churrerías khắp đường phố.
Bột nhão là một hỗn hợp của nước, bột mì và muối. Một số phiên bản được làm từ bột khoai tây.

## Các biến thể

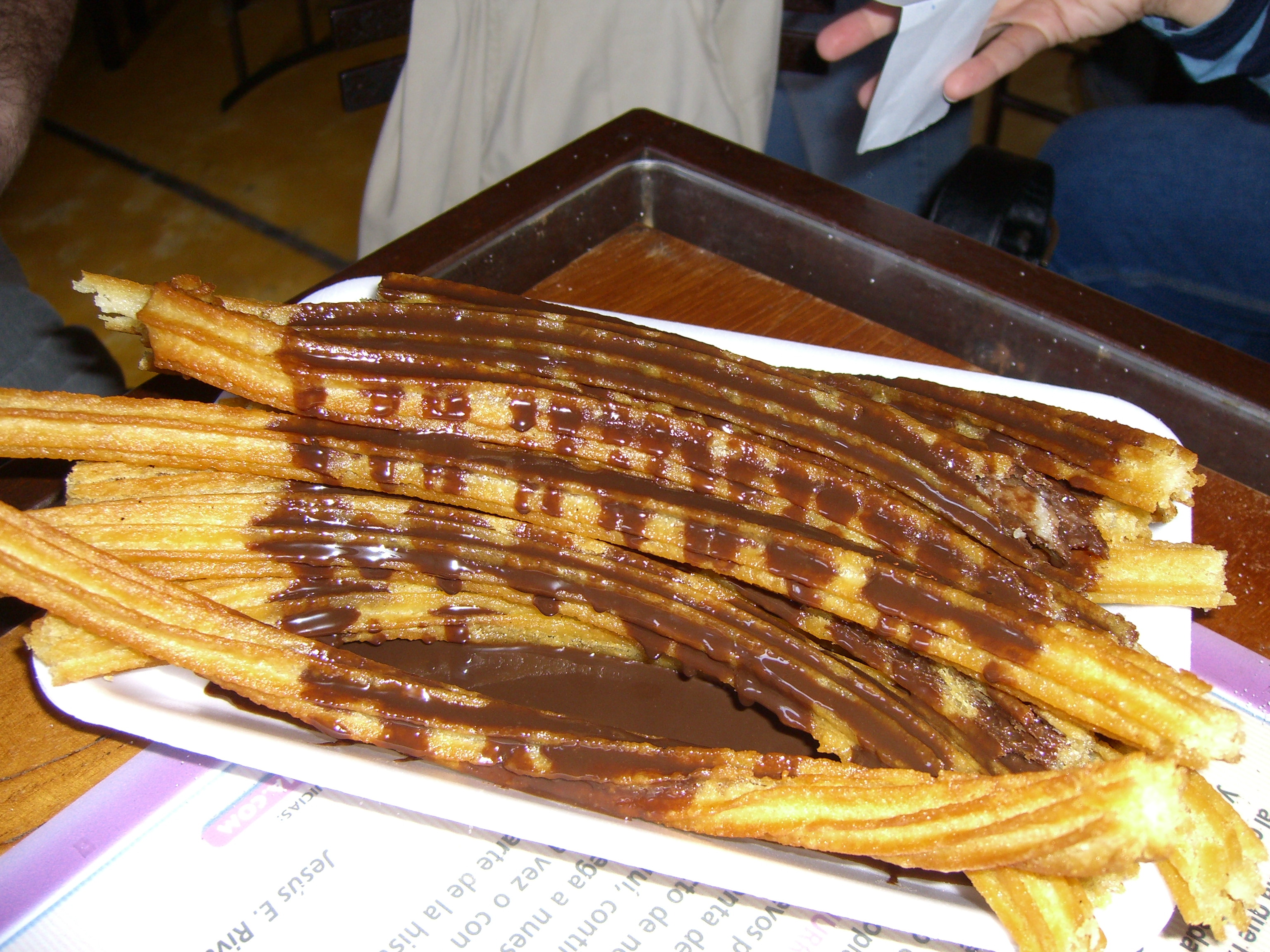
Churro rưới sô-cô-la

Ở phía nam, tây nam và đông nam Tây Ban Nha, từ churro thường dùng để chỉ các loại dày hơn, được gọi là porra ở nơi khác. Các biến thể dày hơn thường được chiên với dạng xoắn ốc liên tục và cắt thành nhiều phần sau đó. Trung tâm của xoắn ốc dày hơn, mềm hơn và nhiều ruột.
Ở các vùng khu vực đông nam Tây Ban Nha, sử dụng bột mỏng hơn rất nhiều, không để cho các lằn đặc trưng hình thành trên bề mặt của churro. Do đó, kết quả cuối cùng có bề mặt mịn, mềm dẻo hơn và có đường kính hơi mỏng hơn so với churro tiêu chuẩn Tây Ban Nha. Khác biệt nữa là đường không bao giờ được rắc lên trên chúng, bởi vì hương vị được cho là không phù hợp.
Churro thẳng, có nhân được tìm thấy ở Cuba (với trái cây, chẳng hạn như ổi), Brasil (với sô-cô-la, doce de leite, trong số các loại khác), và ở Argentina, Peru, Chile và México (thường có nhân dulce de leche hoặc cajeta nhưng cũng có sô-cô-la và vani). Tại Tây Ban Nha, đường kính rộng hơn được sử dụng để nhồi nhân. Ở Uruguay, churro cũng có loại mặn, nhân pho mát tan chảy.
Churro trong công viên giải trí và hội chợ đường phố của Mỹ thường được cuộn trong quế đường hoặc các hương vị có đường khác

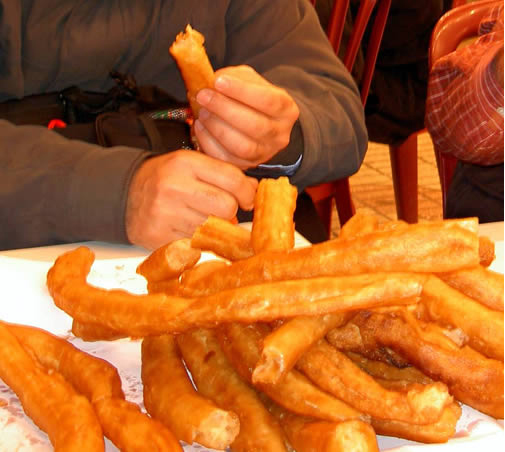
"Tejeringos", một biến thể của churro ở vùng Andalusia